# Revoluzzer, Räte, Reaktionäre
Revoluzzer, Räte, Reaktionäre ist ein dokumentarisches Feature von Autor und Regisseur Wolfgang Kahle über die Entwicklung des bayerischen Freistaats vom Beginn der revolutionären Demonstrationen am 7. November 1918 auf der Theresienwiese bis zur Eroberung Münchens durch Freikorps-Truppen. Die beiden Teile Kurt Eisner gewaltloser Umsturz und Die Räte ergreifen die Macht wurden am 24. April 1969, 20.00–22.45 bzw. am 2. Mai 1969, 20:15–21.05, vom Bayerischen Fernsehen gesendet. Nach Einschätzung des Spiegel gelang ein anschauliches Lehrstück, grob gerastert zwar, aber doch geeignet, populäre Missverständnisse auszuräumen.

## Beschreibung
„Wir wollen dazu beitragen, daß den deutschen Bürgern nicht länger eine Gänsehaut über den Rücken läuft, wenn sie den Namen Eisner hören.“

Von den Ereignissen in der Berichtsperiode 1918/19 gibt es wenig Filmmaterial. Das Feature nutzt später erstellte Filmaufnahmen von Augenzeugenberichten und illustriert diese durch Fotos. Zeitgenossen, die dabei waren schildern, wie alles anfing und endete:
- Den Marsch revolutionärer Arbeiter und Soldaten unter Führung des Literaten und Unabhängigen Sozialdemokraten Kurt Eisner auf die Kaserne an der Münchner Türkenstraße am 7. November 1918.
- Den Sturz des Bayern-Königs Ludwig III.
- Die Ermordung Eisners, der nicht wusste, wie er die angefangene Revolution vollenden sollte.

Im zweiten Teil wird die Proklamation der Räterepublik nach russischem Vorbild und schließlich die Strafexpedition unter dem Oberbefehl des sozialdemokratischen Reichswehrministers Noske geschildert. Gezeigt werden:
- Schriftsteller Friedrich Burschell, der mit Eisner (Photo) zu den Soldaten gezogen war.
- Der damalige Student und heutige US-Pressephotograph Joseph Breitenbach, der applaudierte, als der bärtige Eisner sich zum neuen Ministerpräsidenten machte.
- Prinzessin Maria del Pilar, Großnichte des letzten Bayernkönigs, die unruhig wurde, als sie beobachtete, dass sich ihre Mutter frisiert zu Bett begab.
- Der Heidelberger Historiker Helmut Neubauer mit der Einschätzung: „Es war der konsequenteste Versuch einer Revolution in Deutschland.“

## Zitate
Das Feature lässt prominente Zeitzeugen zu Wort kommen und wurde von Historiker Bernhard Grau in seiner Biografie von Kurt Eisner als Quelle genutzt.

### Kurt Eisner gewaltloser Umsturz
„Nach dem die Reden abgehalten waren, bildete sich ein großer Zug der Sozialdemokraten, wir zogen dann, von der Theresienwiese aus bis zum Friedensengel, dort hielt der Abgeordnete Schmitt Franz, ein Unterfranke mit einem schönen langen Bart, der hielt dort noch eine Rede und wir zerstreuten uns, wir gingen nach Hause. Am anderen Morgen, als ich mich in die Kanzlei begab, sah ich Anschläge, dass Baiern urplötzlich Republik geworden war.“

„Hatten Sie am Nachmittag dieses 7. Novembers oder am Abend nicht das Gefühl, das etwas Revolutionäres in der Luft lag?“

„Das hatte ich eigentlich nicht.“

„Man konnte also in München während der Revolution gut schlafen“

„Ja selbst verständlich. Ich glaube, dass die meisten Münchner Bürger diese Nacht sehr friedlich und ruhig zugebracht haben und am anderen Morgen genau so überrascht waren von den Ereignissen wie ich selbst.“

„Die Leute um Eisner, die an der Bavaria an einer bestimmten Stelle, sich an der Bavaria etwas rechts von der Bavaria zusammengeschaart hatten, wollten natürlich nicht eine Manifestation des Spazierengehens, sondern von der Stelle wo sie standen, da war ein Soldat in Uniform, obwohl den Soldaten die Teilnahme verboten worden war, und der entrollte eine rote Fahne und die gingen dann, nach dem er gesagt hatte, wir haben jetzt genug geredet die ganzen Jahre nichts als geredet, laßt uns etwas tun!“

„Es war Nacht natürlich, es war vielleicht zehn Uhr, und es war dunkel, so läutete jemand an der Glocke, wir warteten, da außen auf dem Trottoir, und kam der Pförtner mit einer Laterne in der Hand, etwas Knieschlottern, und wir gingen in den großen Sitzungsaal, wir setzten uns in die Bänke von den Abgeordneten, Eisner ans Podium, und unmittelbar, wenige Minuten nachdem wir alle etabliert waren, stand er auf und sagte: ‚Wir haben heute Abend gesehen, wie man Geschichte macht, Bayern ist ein Volksstaat, die Dynastie Wittelsbach ist abgesetzt und mit Ihrer Zustimmung übernehme ich das Amt des provisorischen Ministerpräsidenten.‘“

„Unser Begriff von Revolution war natürlich ein anderer als wie es wirklich bei uns war, wir haben von der französischen Revolution gehört, weiß Gott was von was für Revolutionen, wo man die Leute so köpft, nicht? Aber dann kamen nun Anrufe, Anrufe von verschiedenen Freunden von uns es wäre Revolution, es würde gefährlich werden, wir sollen also gehen, warum sollen wir denn gehen? Mein Vater sagt er denkt gar nicht daran zu gehen, meine Muter genau so. Also wir blieben da, und dann am Abend ich wohnte damals, schlief damals bei meinen Eltern im Zimmer, weil ich krank war, und die wollten, dass jemand auf mich aufpaßt, da war ich noch dort, Da ist mir aufgefallen, dass meine Mutter noch frisiert ins Bett geganen ist und da habe ich ihr gesagt Du bist ja noch nicht ausfrisiert. Worauf meine Mutter sagte nein weißt glaube ja nicht, dass sie uns umbringen. Aber wenn, dann, bei Dir ist es ja gleich Du bist jung aber wenn so ein alte Frau unfrisiert ist das macht sich sehr schlecht, und da ist es besser ich gehe mal für alle Fälle frisiert ins Bett. Nun haben wir nachher erfahren, dass die Umgebung des Königs ihm gesagt hat er müsse gehen, sonst muß er abdanken, sie würden ihn zwingen abzudanken, und er sagte unter gar keinen Umständen will er abdanken, denn das schulde er seinem Volk, das er, wenn er denn nun schon König sei, also mit ihnen zusammen hält, sie haben gesagt er muß, sonst ginge das schief, darauf hin ist er weggegangen und er ist nach Wildenwart gefahren.“

„Die heimkehrenden Truppen wurden von der Bevölkerung herzlich begrüßt. Sie stellten die Stadt vor Probleme, denn München war Anziehungspunkt für viele Soldaten und Offiziere, die nicht wußten wohin, oder gar nicht nach Hause wollten. Sie blieben in den Kassernen und trugen dazubei, dass sich mit den zunehmenden wirtschaftlichen Schwierigkeiten politische Unsicherheit verbreitete.“

„In der Stadt befanden sich zehntausende noch nicht demobilisierte Soldaten und junge Offiziere. Sie lebten in den Kasernen, die Offiziere bekamen ihr Gehalt, die Soldaten ihren Lohn, das war eine gewisse Arbeitslosenunterstützung, und die Kasernen zum Beispiel die Türkenkaserne, dienten dann auch den dort auf Kosten des Eisnerstaates einquartierten und bezahlten hohen Offizieren zur Konspiration, zur Verschwörung gegen die Eisner Republik.“

„Nicht unweit von uns, vom Kreuzhof, lag die Wohnung von Eisner.
Damals kam ein Beauftragter, ich weiß nicht in welcher Funktion, von Eisner und hat den Wunsch überbracht, zunächst als Wunsch, später als etwas verhärteter Wunsch, dass das Bataillon den Schutz der Wohnung Eisners übernehmen sollte.
Das haben meine Leute abgelehnt, und ich demgemäß auch.“

„Mit welcher Begründung?“

„Ganz einfach: sie wollten nicht, Sie wollten von Eisner nichts wissen, der Eisner war ihnen nicht gelegen, auch vom … ich möchte sagen .. im ganzen Habitus .. kam er ihnen fremd vor.“

„Und Sie waren autark genug, um so etwas ablehnen zu können?“

„Gott, wer wollte uns zwingen? Denn es hätte sich niemand getraut, uns zu zwingen, wir hatten nämlich noch'n paar mittlere Minenwerfer, die sind also 1 Zentner schwere .. ein Zentner schwere Minen .. zum Schießen, und leichte Minenwerfer.
Und wenn da Gewalt ausgeübt worden wäre, da waren meine Leute noch so, dass, wenn ich den Befehl gegeben hätte, es wird geschossen, wäre geschossen worden.
Es war erstaunlich, dass Eisner, dieser typische Intellektuelle, so absolut unbayrisch, er trank kein Bier, er trank Schokolade und aß Schokoladentorte .. dass dieser eine so ungeheure Popularität … wenigstens in München und auch bei großen Teilen der bayerischen Bauernschaft haben konnte.“

### Die Räte ergreifen die Macht
„Hr. Dr. Müller, Sie wurden dann in Bamberg damit beauftragt Freikorps aufzustellen?“

„So würde ich es nicht fomuileren. Herr Ministerpräsident Hoffmann hat mich gebeten, die Leute, die ich beisammen hatte, zunächst zu seiner Verfügung zu halten.
Ich möchte doch am zweiten oder dritten Tag zusammen kommen mit dem Oberst Panzer, der dann mit mir sich unterhalten würde, ob man meine Leute eventuell gleich brauchen könnte als Grundstock für ein Freikorps Bamberg.
Es haben verschiedene Leute mit gewirkt, die von oben, von Norden kamen, vor allem war das Überraschende für mich der Besuch des späteren Admirals Canaris.“

„Wie war die Stimmung in den Freikorps?“

„Im großen und Ganzen war sie positiv zur Staatsgewalt, zur damaligen republikanischen Staatsgewalt.
Es waren einige dabei die vielleicht lieber die Rückkehr zur Monarchie gesehen hätten, die waren aber innerhalb dieses Bereiches der Freikorps nicht sehr stark.“

„Und Anhänger eines radikalen Nationalismus?“

„Waren nicht bemerkbar viele da.“

„Was für ein Geist herrschte in den Freikorps?“

„Im ganzen doch glaube ich, ein Geist Konservativen Nationalismus, der auch recht aufgeputscht war durch die Nachrichten, die von München hereinkamen nach Bamberg, nach Nürnberg und so weiter, nach Franken besonders.
Man glaubte also tatsächlich im allgemeinen ein gutes nationales Werk zu tun, wenn man sich zum Freikorps meldete und dem Spuk der Räteherrschaft in München ein Ende bereitete.“

„Kann man sagen, dass München in dieser Zeit unter einem roten Terror stand?“

„Ja, das ist allgemein nicht richtig. Selbstverständlich gab es zeitweise Terror in sofern als, sagen wir, immer wieder Plünderungen statt fanden.
Es war auch dann ein Revolutionstribunal eingerichtet.
Es fanden Verhaftungen statt, später auch Geiselverhaftungen.“

„Als ich mit Toller nach Dachau kam, fand hier im Amtsgericht im großen Sall die Konferenz der Kommandeure und Soldatenräte etwa 100 Stück, statt.
Klingelhöfer, der Stellvertreter Tollers hiel eine Rede, politische Rede, die sich gegen Max Levien und Leviné, das heißt, gegen die Kommunistische Räteregierung wandte.
Toller selbst hatte hier in der Wohnung des Amtsrichters Quartier bezogen, kein Rotarmist auch kein Mitglied des Stabes durfte auf Wunsch des Amtsrichters seine Wohnung betreten – von wegen der schmutzigen Füße.
Ein militärischer Plan bestand im Grunde genommen nicht.
Fünf Bataillone, insgesamt etwa 2000 Mann, mit einigen Spezialtruppen waren in der Stadt in Dachau, untergebracht, meistens in Scheunen. An den Ausfahrtsstraßen standen Posten, die den Befehl hatten falls der Gegner angreift, zu schießen, dabei sollten die Kirchenglocken läuten, und dann sollte konzentrisch, diese fünf Bataillone sollten sich dann entgegen werfen dem Feind.“